# Silver City Airways

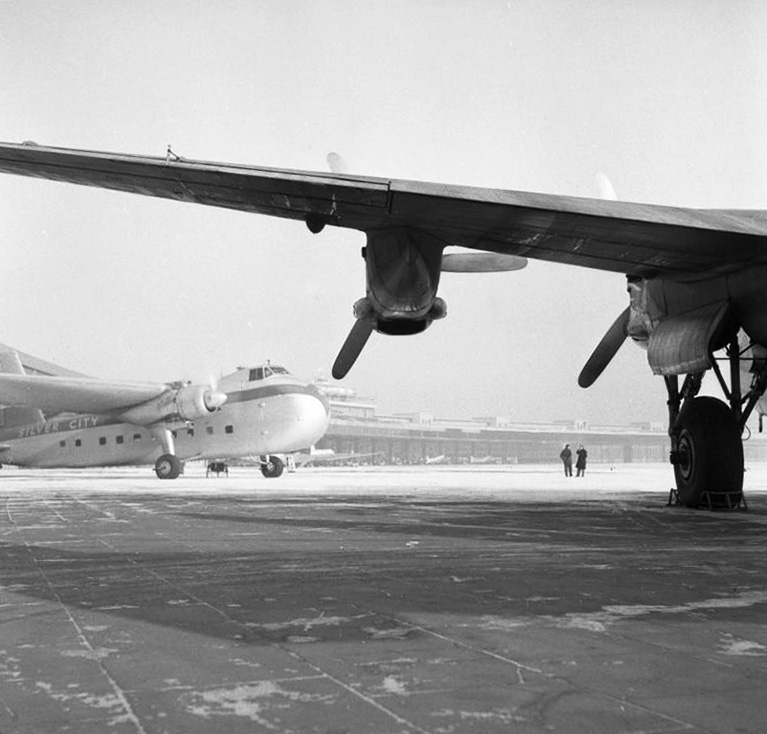
Un Bristol Freighter Silver City à Berlin Tempelhof en 1954

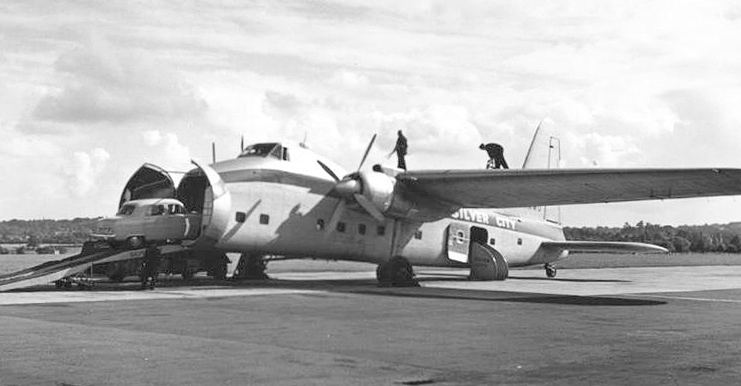
Un Silver City Bristol 170 Mark 32 Superfreighter chargeant une voiture à Southampton en 1954

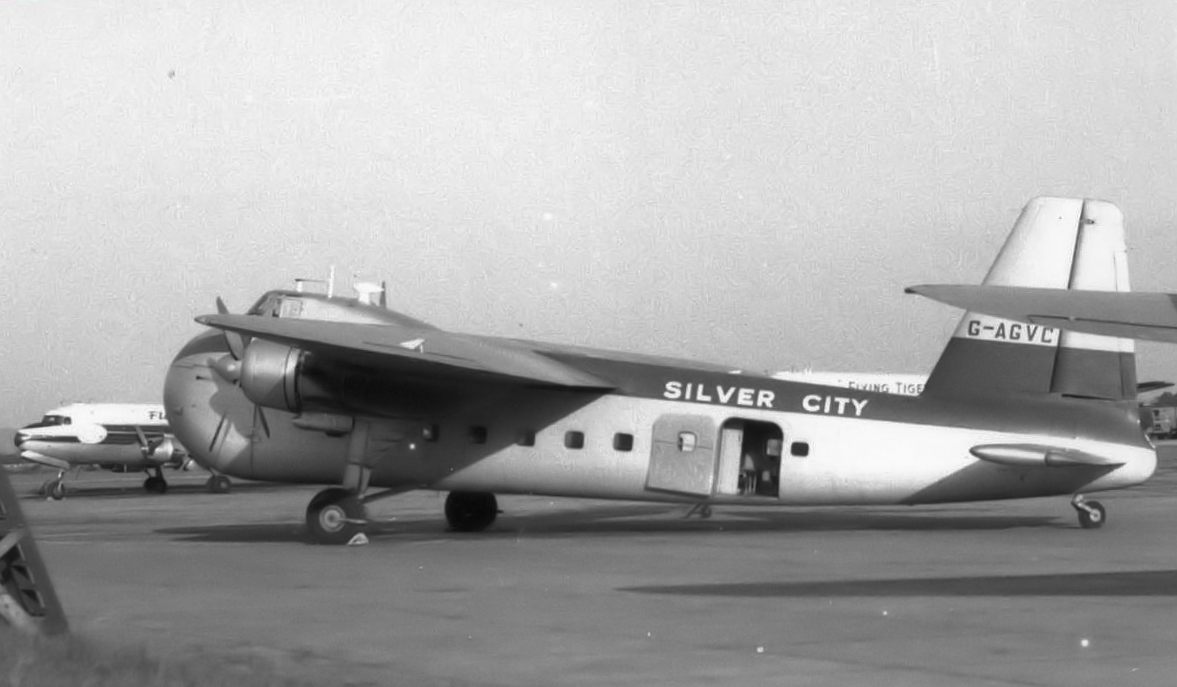
Un Silver City Bristol 170 Mark 21 Freighter à l'aéroport de Manchester en mai 1955

Silver City Airways est une compagnie aérienne privée britannique indépendante  fondée en 1946. Le nom Silver City est dérivé de la ville minière australienne éponyme de Broken Hill, où la société Zinc Corporation avait son siège.

## Historique
Le premier vol commercial de Silver City décolle de Londres Heathrow pour Sydney en passant par Johannesbourg à la fin de l'année 1946. L'année suivante, Silver City loue son premier Bristol Freighter, déménage sa base à l'aéroport de Blackbushe et participe au transport aérien de réfugiés hindous et musulmans entre le Pakistan et l'Inde,,. En 1948, le contrôle de Silver City passe de la Zinc Corporation à British Aviation Services (BAS). En juillet de la même année, la compagnie aérienne inaugure le premier service de ferry aérien au monde traversant la Manche, entre les aéroports de Lympne Airport et du Touquet-Paris-Plage. En 1948-1949, Silver City participe au pont aérien de Berlin. En 1949, il établit une compagnie sœur française, la Société Commerciale Aérienne du Littoral (SCAL).
En 1953, Silver City réceptionne son premier Bristol Superfreighter,. L'année suivante, la société déménage à Lydd Ferryfield, le premier aéroport britannique d'après- guerre nouvellement construit,,,,. La même année, Silver City Airways passe sous le contrôle de la P & O,,,,. Au milieu des années 1950, Silver City est devenue le plus gros transporteur de fret aérien du Royaume-Uni, tandis que le nombre annuel de passagers à sa base "Ferryfield" s'élève à 25 000. Au cours de cette période, la compagnie aérienne inaugure des services de aériens entre l’Écosse et l’Irlande, ainsi que, de et vers, les Midlands. Cette période est marquée par le lancement de la Flêche d'argent, un service Londres - Paris en autocars et train, avec la partie aérienne transmanche desservant Lydd et Le Touquet-Paris-Plage. En 1957, Silver City réalise son millionième franchissement de la Manche. En été 1958, la base Ferryfield de Silver City enregistre plus de mouvements d'avions que tout autre aéroport britannique. Cette année marque également l'aboutissement de la première décennie d'exploitation de trans-Manche de Silver City au cours de laquelle la compagnie aérienne réalise plus de 100 000 vols, transportant plus de 2 000 000 véhicules et 750 000 passagers, avec des pointes journalière supérieure à 200 . En 1959, Silver City reprend la flotte de la compagnie aérienne sœur Britavia composée de Handley Page HP.81 Hermes IVa, et la base de Manston . Cette année-là, la compagnie aérienne commence des vols de soutien de l'industrie pétrolière en Libye ,,.
En 1960, les 40 000 vols trans-Manche annuels de la Silver City transportent 220 000 passagers et 90 000 véhicules, tandis que le transport de marchandises sur l'ensemble du réseau atteint 135 000 tonnes par an. L'été suivant, la compagnie aérienne conclut un accord avec un concurrent français pour cofinancer la construction d'une embranchement ferroviaire reliant l'aéroport du Touquet à la ligne de chemin de fer principale à proximité, afin de réduire le temps de trajet à destination et en provenance de Paris . Des pertes insoutenables du fait de la perte du contrat de vol de soutien de l'industrie pétrolière libyenne, de la concurrence croissante des ferrys et de l'absence de remplacement approprié du Bristol Freighters vieillissant entraîne des difficultés financières croissantes, aboutissant au rachat de Silver City par la holding britannique United Airways (BUA) Air Holdings en 1962,,,.

### Les années 1940
En 1946, Air commodore Griffith James (Taffy) Powell contacte WS Robinson, président de la société minière londonienne Zinc Corporation . À la suite de cette réunion, Robinson nomme Powell en tant que conseiller de Zinc Corporation.
Une des premières visites de Powell dans ses nouvelles fonctions le conduit à Broken Hill, en Australie, également connue sous le nom de Silver City . Cette visite aboutit à la décision de créer un nouvel opérateur de transport aérien desservant l’industrie minière, baptisé Silver City.
Silver City Airways est constituée le 25 novembre 1946. British Aviation Services (BAS), une compagnie aérienne fondée juste après la Seconde Guerre mondiale et exploitant dans le transport aérien, est devenu l'un des actionnaires de Silver City, en prenant d'abord une participation de 10 %. Air commodore Griffith James Powell est le premier directeur général de BAS et de Silver City,,.
La première base de Silver City est située à l'aérodrome de Langley.
La flotte initiale de la compagnie comprend quatre anciens militaires Douglas Dakotas et trois Avro Lancastrians, la version civile à treize places du bombardier Lancaster Mark 3. Deux de ces derniers sont des avions neufs commandés par British South American Airways (BSAA),,.
Le Lancastrian G-AHBW exploite le premier vol commercial de la compagnie, de l’ aéroport de Londres (Heathrow) à Sydney en passant par Johannesbourg en novembre 1946. Cela est suivi d'opérations similaires à Johannesbourg via Karachi et à Malte avant la fin de l'année,.
En octobre 1947, Silver City est impliqué dans le transport aérien de réfugiés hindous et musulmans entre le Pakistan et l'Inde. Cette opération constitue le premier engagement majeur de la compagnie aérienne naissante. À l’origine, le pont aérien de rapatriement était assuré par quatre Dakotas. Sur de courts trajets, les autorités autorisent Silver City à augmenter la limite du nombre maximum de passagers pouvant être transportés, en le passant de 28 à 52, afin de transporter le plus de passagers possible par avion.
Cette même année également, Silver City déménage sa base à l'aéroport de Blackbushe, en raison de la fermeture de Langley en raison de l'expansion de Heathrow.
Également en 1947, Silver City loue son premier Bristol Freighter au constructeur pour remplacer l'un des quatre Dakotas qui avaient été initialement affectés au pont aérien de rapatriement. À l'instar des Dakota exploités sur ce pont aérien, Silver City est dispensé d'augmenter le nombre maximal de passagers qu'il peut transporter à bord du Bristol Freighter au-dessus de la limite normale de 32 passagers. Les chargements réels sur ce type d'appareil dépassent souvent 100 passagers par vol, soit un total de 10 105 passagers évacués avec leurs effets personnels transportés à bord du Bristol Freighter unique de la Silver City sur une période de neuf jours. La flotte de Bristol Freighter de la compagnie aérienne s’est rapidement étendue à quatre avions. Le Freighter jouera un rôle majeur dans le développement de l'entreprise au cours des prochaines années. Powell se rend compte que le Bristol Freighter peut être adapté pour transporter les propriétaires de voitures de Grande-Bretagne vers l'Europe continentale et aux îles Anglo-Normandes. Ce ferry aérien permet aux vacanciers britanniques d’éviter les longues attentes pour les ferrys et les longues et difficiles traversées quand la mer est agitée.
Le 7 juillet 1948, un Silver City Bristol Freighter exploite le premier service aérien transmanche, entre Lympne, près de Folkestone, dans le Kent, et Le Touquet-Paris-Plage, sur la Côte d'Opale au Nord de la France, avec de bonnes liaisons routières entre Londres et Paris. Le nouveau service, qui opère initialement en charter saisonnier, est devenu opérationnel toute l’année en 1949. Au début, un aller simple de 32 £ permet à un groupe de quatre passagers et à leur voiture de traverser la Manche. Une fois que l'opposition de British European Airways (BEA) au transport de passagers voyageant sans véhicule est surmontée, une nouvelle structure tarifaire est introduite. Par exemple, un groupe de quatre personnes voyageant avec une petite voiture ne coûte que 27 £, tandis que le tarif comparable pour quatre personnes voyageant avec une grande voiture reste à 32 £. À la fin de 1949, cette opération utilise pleinement cinq Freighters, qui ont transporté 2 700 voitures et 10 000 passagers. Ces chiffres représentent une augmentation significative par rapport à l'année précédente, alors que seuls 178 voitures et leurs occupants, ainsi que des motos et des vélos avaient été transportés jusqu'à la fin de la saison, en septembre.
La même année, la Zinc Corporation vend sa participation dans Silver City à BAS, faisant de cette dernière le seul propriétaire de la compagnie. Silver City est ensuite devenu la plus grande division opérationnelle de BAS,.
Silver City participe au pont aérien de Berlin de 1948 à 1949 avec un seul cargo Bristol en septembre 1948. En raison de la forte demande de capacités de transport aérien civiles supplémentaires, la compagnie aérienne loue deux autres Freighters à la Bristol Airplane Company. Au moment où la contribution civile au pont aérien est réduite en février 1949, les trois Bristol Freighters de la société sont les derniers avions de ligne bimoteurs employés dans cette opération. À la fin, les Bristol Freighters de la firme ont effectué environ 800 heures de vol.
En février 1949, Silver City crée une société sœur française basée à Paris, chargée des vols à partir de l'aéroport du Touquet Paris-Plage. La nouvelle société est enregistrée sous le nom de Société Commerciale Aérienne du Littoral (SCAL). Un certain nombre d’avions Silver City sont immatriculés auprès de cette société. Celles-ci ont été transférées sur le registre des avions français. En outre, un accord est conclu pour désigner l'Automobile Club de France en tant que représentant officiel de Silver City et de SCAL en France. Ces mesures sont nécessaires pour obtenir l’autorisation française de transformer les vols charters saisonniers que Silver City avait effectués sur cette liaison en vols réguliers à part entière,,,.

### Les années 1950
En 1950, le nombre de voitures et de passagers transportés sur les services transmanche de Silver City a plus que doublé, passant respectivement de 5 000 et 24 000 passagers.
Afin de favoriser la croissance du trafic sur son service de transport de voitures transmanche Lympne - Le Touquet, Silver City réduit ses tarifs à partir du 19 septembre 1950: le tarif pour les voitures d’une longueur maximale de 14 pieds  est réduit de 27 à 19 £, tandis que pour les véhicules plus grands, de 32 à 25 £. Cette réduction laisse les tarifs de Silver City à peine plus élevés que ceux des ferry-boat Douvres - Calais et, combinée à l'extension antérieure du service permettant le transport de vélos et de motocycles, contribue à établir les services transmanche de la compagnie en tant que concurrent sérieux pour les chemins de fer.
Le succès du service de ferry aérien Lympne - Le Touquet de Silver City conduit à la création de lignes supplémentaires sur la Manche et vers d'autres régions du Royaume-Uni,,.
Au cours des années à venir, Silver City poursuit sa politique de réduction des tarifs afin de remplir les capacités supplémentaires de son réseau de ferry aérien en pleine expansion. Cela comprend les nouveaux services de traversées entre Southampton (Eastleigh) et Cherbourg ainsi qu'entre Southend (Rochford) et Ostende et un service de passagers DC-3 reliant Gatwick au Touquet. Les deux premières traversées commencent au printemps 1952, tandis que la dernière est inaugurée l'année suivante. En conséquence, le nombre de véhicules transportés double, passant de 5 000 à 10 000 entre 1950 et 1952 et quadruple, passant à 40 000 à la fin de l'année suivante. Cette dernière augmentation de passagers est la conséquence d’une réduction moyenne de 40 % du tarif,.
En mars 1953, BAS rachète Air Kruise, un exploitant indépendant de vols charter et de tourisme, basé à Lympne, qui amène une flotte de De Havilland Dragon Rapides et de DC3. Cette acquisition entraîne la création de la division passagers de Silver City. 

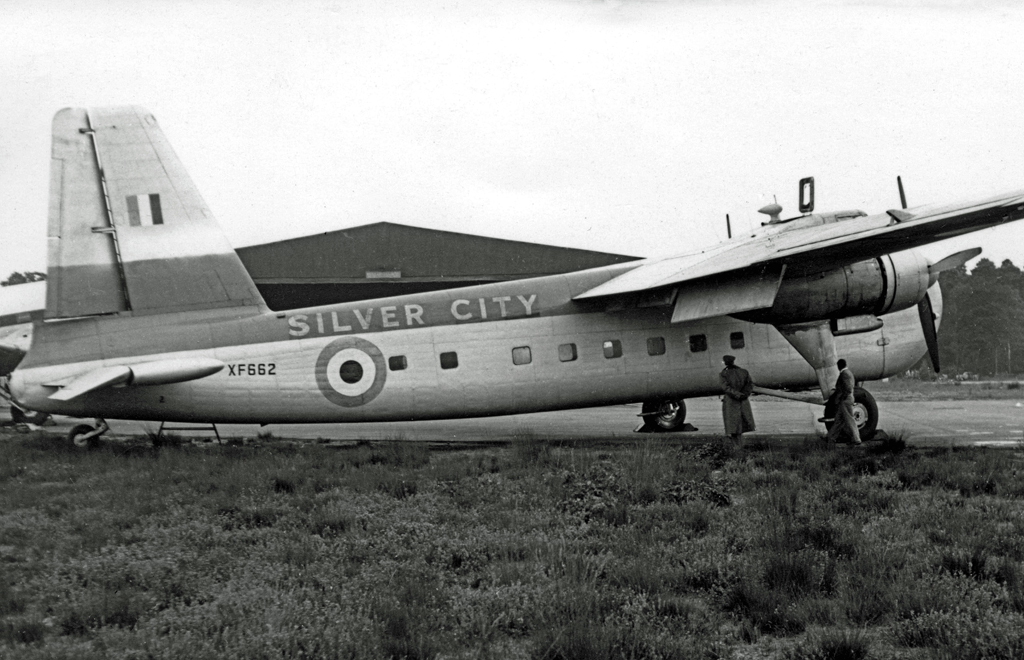
Un Silver City Bristol 170 portant les marques de la RAF en 1953 pour utilisation sur des vols de fret à destination et dans la zone du canal de Suez.

En été 1953, Silver City loue un Breguet Br.763 pour participer au deuxième pont aérien vers Berlin, sur la liaison Hambourg (Fuhlsbüttel) - Berlin (Tempelhof). Un total de 127 allers et retours transportent 1 800 tonnes de fret avec jusqu'à trois allers-retours dans une journée, chaque étape prenant 52 minutes.
En 1953, Silver City reçoit également son premier Mark 32 Bristol Superfreighter, le premier des six. Le nez allongé du Superfreighter lui permet d’accueillir trois voitures ou d’être équipé de 60 sièges. Les nouveaux Superfreighters rejoignent une flotte de neuf Mark 21 Freighters standard,. Les vols affrétés à ce moment-là comprennent également des vols vers la zone du canal de Suez soutenant les forces militaires britanniques qui y stationnées.
À mesure que les opérations se développent, le petit aérodrome en herbe de Lympne devient de plus en plus insuffisant. La recherche d'un emplacement approprié pour l'installation d'un nouvel aéroport commence en 1953. Les déménagements provisoires à Southend et à West Malling sont suivis par le choix final d'une zone recouverte de pâturages au bord de la plage de galets de Dungeness sur la côte de Kentish, près du village de Lydd. Ce site héberge le premier aéroport britannique d'après-guerre nouvellement construit et le premier aéroport privé. Il comprend deux pistes, une tour de contrôle, un terminal passagers avec un restaurant, une zone de maintenance et une station-service. Le nouvel aéroport - nommé Ferryfield - ouvre ses portes le 14 juillet 1954 après six mois de travaux et un coût de 400 000 £. Cependant, il faut presque deux ans pour que la cérémonie d’ouverture officielle ait lieu à Ferryfield, le 5 avril 1956. Ce jour-là, SAR le duc d'Édimbourg est arrivé à Ferryfield peu avant 11 heures à bord du Royal Heron. Cette occasion marque la première visite du duc pour une compagnie aérienne britannique privée dans un tout nouvel aéroport privé. Après avoir visité les installations de l’aéroport, le duc a pris l’un des services de ferry aérien réguliers de Silver City à destination du Touquet sur le super-cargo G-AMWD. Au cours des 19 minutes de vol, le duc a piloté l'avion à la hauteur prévue en route de 1 000 pieds. La réception du duc à l'aéroport du Touquet a été suivie d'un déjeuner informel organisé en son honneur par le président des clubs aéronautiques français au restaurant de l'aéroport. Le duc partit alors, pilotant le Royal Heron vers l'aéroport de Londres,,,,. 

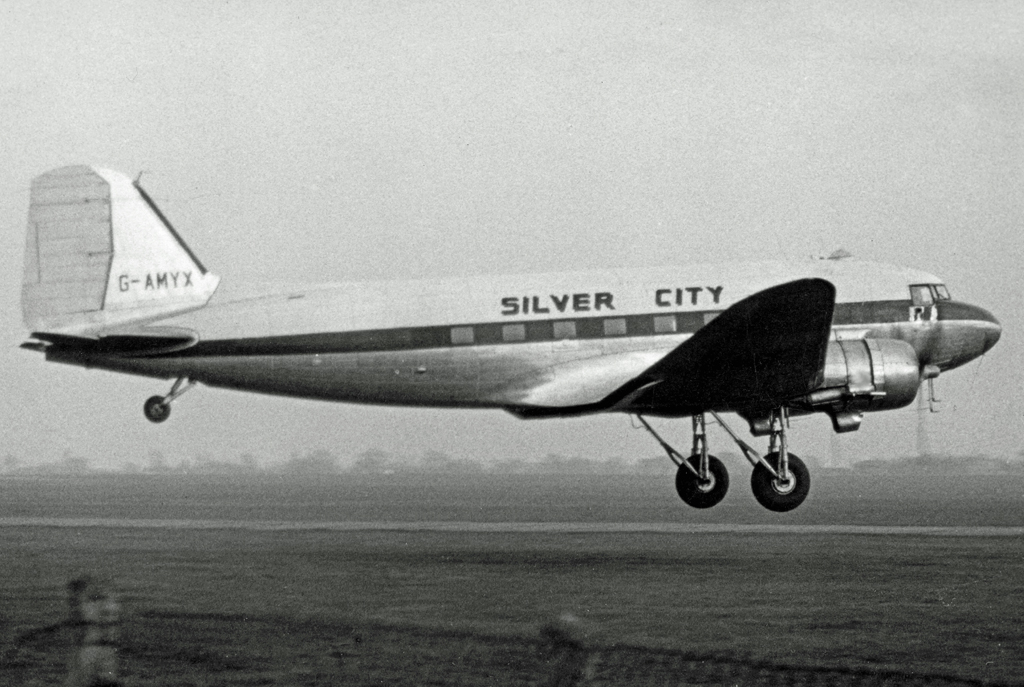
Un Silver City Airways Douglas Dakota atterrissant à l'aéroport de Manchester en 1954.

En 1954, le réseau transmanche de Silver City comprend cinq liaisons : Gatwick - Le Touquet, Lydd - Le Touquet, Lympne - Calais, Lympne - Ostend et Southampton - Cherbourg.
Après l’ouverture de l'aéroport de Ferryfield au milieu de 1954, Silver City divise ses activités entre le nouvel aéroport et Lympne. Pendant une courte période, les vols vers Le Touquet-Paris-Plage sont opérés à partir de l’ancien aéroport, tandis que les services de Calais et d’Ostende ont continué à utiliser celui de Ferryfield. Le dernier des 33 000 vols de Silver City, qui totalisent 54 000 voitures et 208 000 passagers depuis 1948, quitte Lympne le 3 octobre. À partir de ce moment, les services de traversée pour véhicules sont concentrés à Ferryfield ,,,.
Toujours en 1954, le contrôle de Silver City passe à P & O via General Steam Navigation, qui acquiert une participation de 70 % dans BAS, la société mère de la compagnie aérienne. C’est également l’année où Silver City complète son service de passager pour Gatwick - Le Touquet par un service de transport pour véhicules,,,,.
En 1955, Ferryfield traite 250 000 passagers par an, ce qui est plus que l'aéroport de Gatwick.
Toujours en 1955, Silver City lance son premier service de ferry aérien entre l'Écosse et l'Irlande et son premier service de ce type à partir des Midlands. Celles-ci relient Stranraer à Belfast et Birmingham au Touquet-Paris-Plage. En outre, la compagnie aérienne ouvre un nouveau service entre Southampton et Deauville.
Cette année-là, Silver City devient le premier transporteur de fret aérien du Royaume-Uni avec un volume de fret annuel de 70 190 tonnes.
En 1956, Silver City commence les services Londres-Paris en autobus-avion / train via Lydd ( Ferryfield ) et Le Touquet-Paris-Plage / Étaples. L'aéroport du Touquet n'étant pas encore relié au réseau ferroviaire français, le trajet entre l'aéroport et Paris implique un changement supplémentaire entre autobus et train à Étaples. Les DC-3 exploitent initialement ces services entièrement réservés aux passagers, commercialisés sous les noms Silver Arrow au Royaume-Uni et Flèche d'argent en France. Flèche d'argent / Silver Arrow est une opération conjointe des chemins de fer britanniques, Silver City et de la Société nationale des chemins de fer français (SNCF).
En 1957, les filiales aériennes de BAS comprennent Air Kruise, Aquila Airways, Britavia, la Lancashire Aircraft Corporation et la première Manx Airlines, à l'exception de Silver City Airways.
Toujours en 1957, Silver City réalise son millionième franchissement de la Manche depuis la création de son service de ferry aérien Lympne - Le Touquet en juillet 1948.
Cette année-là, Silver City s’engage également dans le soutien à l’industrie pétrolière en Libye, transportant des géologues et met à disposition une flotte de DC-3 et un seul DC-2 depuis les bases de Tripoli et de Benghazi. Le seul DC-2 de la compagnie aérienne est, à l'origine, exploité par Swissair, puis vendu à de nouveaux propriétaires en Afrique du Sud, qui le loue à Silver City,.
En 1958, Ferryfield devient l’un des trois aéroports les plus fréquentés de Grande-Bretagne. Il enregistre plus de mouvements d'avions durant les mois de pointe estivaux que tout autre aéroport du Royaume-Uni, et seuls London Heathrow et Northolt sont devant en termes de volume annuel de fret aérien. 

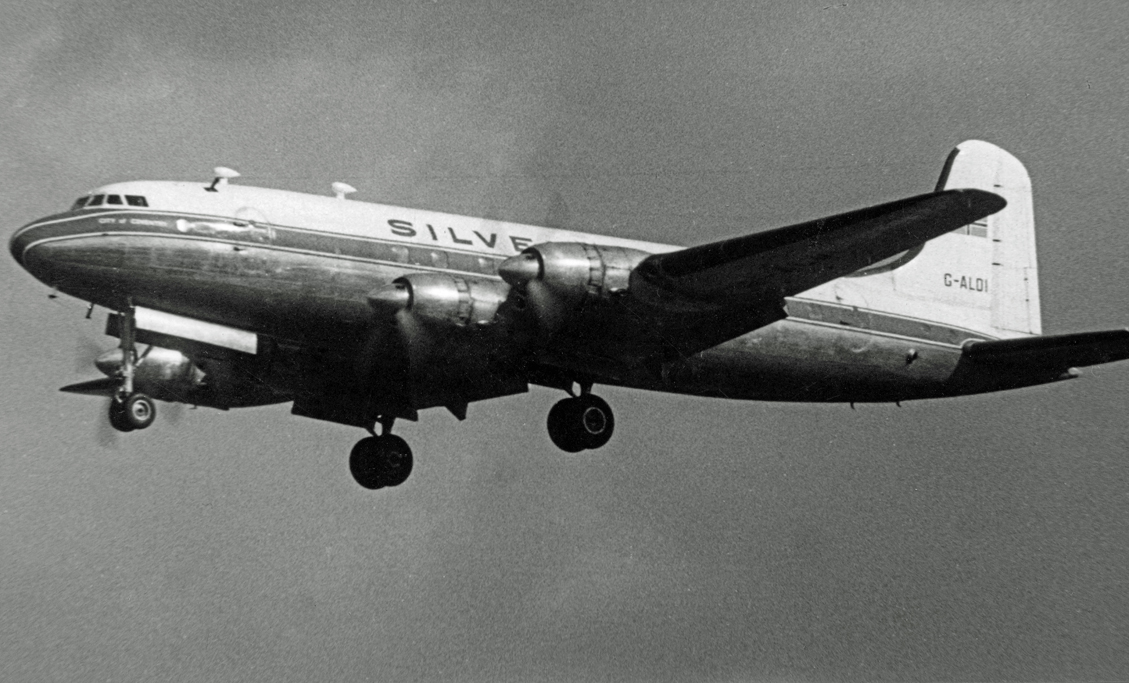
un Handley Page HP.81 Hermes IVa de Silver City Airways en 1962.

Cette année marque également l'aboutissement de la première décennie des services de ferry aérien de Silver City. Au cours de cette période, la compagnie aérienne effectue 125 000 vols en ferry aérien. Ceux-ci transportent 215 000 véhicules et 750 000 passagers. À son apogée, Silver City propose 222 vols quotidiens en ferry sur la Manche, ainsi qu'entre l'Écosse et l'Irlande et entre l'île de Wight, les îles Anglo-Normandes et l'île de Man. Les vols transmanche vers la France sont assurés entre 7 h 30 et 23 h. Le tarif moyen est de 25 £ par voiture et de 4 £ par passager. C’est également à cette époque que les services transmanche d’Air Kruise, ainsi que toutes les activités de Dragon Airways, de Lancashire Aircraft Corporation et de Manx Airlines depuis Newcastle upon Tyne, Blackpool et l’île de Man sont  transférés dans la nouvelle division nord de Silver City afin de rationaliser les opérations aériennes de la division de BAS. Ils espèrent que ces mesures améliorent la performance financière de BAS,,.
En mai de la même année, l’équipage du Silver City Dakota fait la première observation, dans le désert libyen, du Lady Be Good, un bombardier de la Seconde Guerre mondiale disparu en 1943 alors qu’il revenait d’une opération à Naples.
En 1959, Britavia transfère ses cinq avions Hermes 4A à la compagnie sœur Silver City, à la suite de la perte d'un contrat de transport de troupes à Eagle . Les Hermes sont basés à Manston, d'où ils opèrent pour la Flèche d'Argent, service exclusivement passager au Touquet-Paris-Plage et effectuent des charters vers des destinations européennes jusqu'à l'acquisition de la société mère BAS par British United Airways (BUA) Air Holdings en 1962,.
Également en 1959, Silver City ouvre une ligne Blackpool-Dublin.
À la fin de cette décennie, Silver City annonce des tarifs aller-retour de 18 £ pour son service Londres-Paris Silver Arrow / Flèche d'argent .

### Les années 1960

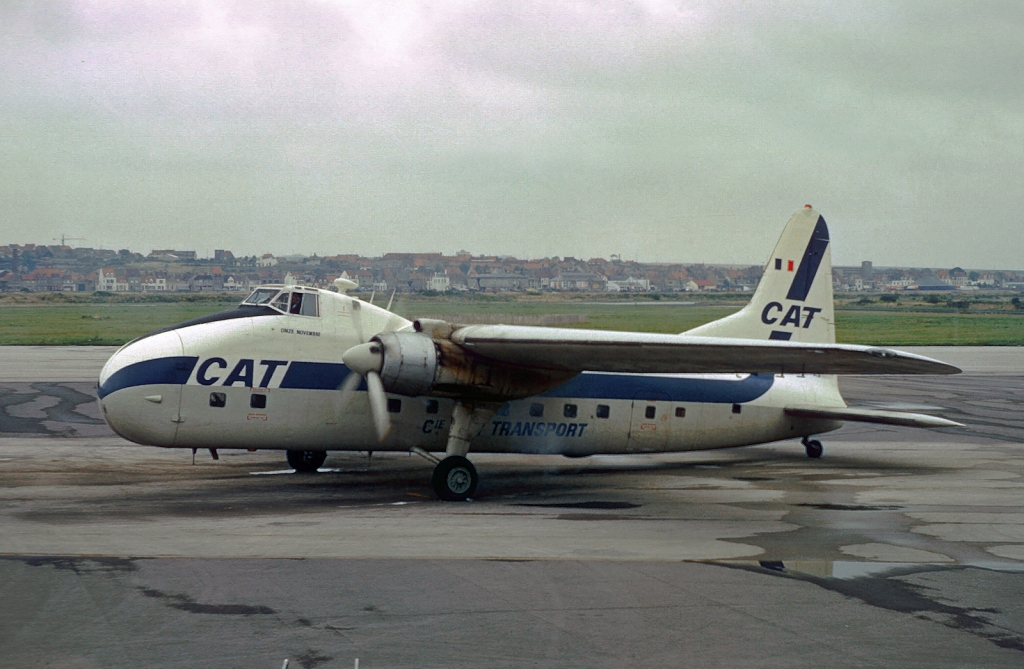
Bristol 170 Mk.32 de la Compagnie Air Transport sur l'aéroport du Touquet-Paris-Plage.

En 1960, Silver City effectue chaque année 40 000 traversées de la Manche, transportant 90 000 véhicules et 220 000 passagers. Au cours de cette année, elle  transporte 135 000 tonnes de fret sur son réseau. Cela représente une augmentation de 35 % par rapport à l'année précédente.
Au cours de l'été 1961, Silver City trouve un accord  avec un opérateur français de transport aérien, la Compagnie Air Transport (CAT), pour financer la construction d'un embranchement ferroviaire de trois kilomètres dans l'aéroport du Touquet à partir de la ligne principale de chemin de fer située à proximité, afin de réduire le temps de trajet entre l'aéroport et Paris, en supprimant le changement et le trajet en autobus, de l'aéroport jusqu'à la gare d'Étaples. En contrepartie, Silver City transfère trois de ses Superfreighters à la CAT, ainsi que les droits de trafic nécessaires à l’exploitation des liaisons Ferryfield - Le Touquet et Bournemouth (Hurn). Cet accord donne à CAT une part de 25 % du marché des transports aériens de voitures entre la Grande-Bretagne et la France,,.
Après avoir surenchéri sur le contrat de vol d’appui de l’industrie pétrolière libyenne avec la compagnie nationale belge Sabena, les pertes de Silver City deviennent insoutenables. Cela nécessite la vente de trois Superfreighters à CAT pour un montant de 192 300 £,,.
Après des difficultés financières croissantes, Silver City est reprise, en 1962, par Air Holdings, filiale de British and Commonwealth Holdings (en) (B & C) et société mère de la British United Airways. La prise de contrôle est officiellement annoncée en janvier de cette année. Air Holdings sont les propriétaires de Channel Air Bridge (en), un concurrent de ferry aérien basé à Southend dans l’Essex, qui exploite des services similaires de Southend vers le continent. La fusion BUA-BAS élimine le dernier concurrent indépendant de BUA dans le secteur des ferrys aériens. L'ajout des 650 000 passagers annuels de Silver City porte le total annuel à un peu moins d'un million, ce qui représente les deux tiers du nombre total de passagers de la BUA. Cependant, le changement de propriétaire ne réussit pas à endiguer les pertes de la compagnie aérienne. Celles-ci se sont élevées à 650 000 £ au cours du premier semestre de 1962. À la fin de l'année, le nom de Silver City cesse d'être utilisé car tous les avions sont repeints aux couleurs de la BUA ou sont retirés de la circulation,,,,.
Malgré la piètre performance financière, l'année 1962 s'avère être la plus difficile des 16 années d'histoire de Silver City. Au cours de cette année, la compagnie aérienne et son partenaire français CAT transportent 96 272 véhicules et 238 748 passagers sur 43 064 vols, ce qui représente, respectivement, une augmentation de 10 %, 6 % et 12 % par rapport à 1961. En outre, plus de 43 000 tonnes de fret sont transportées. Cependant, ces statistiques de trafic sans précédent ne modifient pas le fait que l'exploitation du ferry aérien de la compagnie aérienne ne sont plus économiquement viable. Avec l'avènement des nouveaux ferry boat à grande capacité, la concurrence s'intensifie. Les constructeurs d'avions ne souhaitent pas produire de pièces de rechange à prix raisonnable pour les Bristol Freighters / Super Freighters vieillissants et souffrant de fatigue des ailes,. La politique de longue date de la compagnie aérienne consistant à stimuler le marché en réduisant constamment les tarifs a entraîné des rendements non rentables en l'absence d'une réduction correspondante des coûts,. La flotte Hermes poursuit ses activités dans plusieurs aéroports britanniques, principalement sur des vols aller-retour, le dernier ayant été retiré du service à la fin de 1962.
Le 1er janvier 1963, Air Holdings fusionne Silver City avec Channel Air Bridge pour former British United Air Ferries.

## Détail de la flotte
Silver City exploite les types d’avion suivants au cours de ses 16 années d’existence:
- Airspeed AS65 Consul (en)
- Avro 691 Lancastrian 3
- Breguet BR761S Deux-Ponts
- Bristol 170 Mark 2A/21/21E Freighter
- Bristol 170 Mark 32 Freighter (Superfreighter)
- de Havilland DH86 Express
- De Havilland DH.89 Dragon Rapide
- De Havilland DH.90 Dragonfly
- De Havilland DH104 Dove 1/2
- De Havilland DH114 Heron 1B
- Douglas DC-2-115B
- Douglas C-47/47A/B/53D Dakota
- Douglas C-54B Skymaster
- Handley Page HP.81 Hermes IVa
- Hurel-Dubois HD-34
- Lockheed L-12A Electra Junior
- Lockheed L-18H Lodestar
- Percival P34 Proctor 3
- Vickers Viscount 708
- Westland-Sikorsky WS-51 Dragonfly (en)

## Accidents et incidents
Trois accidents impliquant des avions de la Silver City ont été enregistrés, dont deux mortels,.
Le pire accident de l'histoire de l'entreprise est survenu le 27 février 1958. Bristol 170 Mark 21E immatriculation de cargo G-AICS opérant un vol charter de l'île de Man à Manchester pour le compte de Manx Airlines s'est écrasé par mauvais temps à Winter Hill, près de Bolton ( Lancashire), détruisant l'avion et tuant 35 passagers sur 39 (les trois membres de l'équipage ont survécu)
,,.
Le deuxième accident mortel s'est produit le 1er novembre 1961. Un Bristol 170 Mark 32 immatriculé G-ANWL opérant un service régulier de Cherbourg à Guernesey s’est écrasé après avoir perdu de la hauteur lors d’une approche interrompue à l’aéroport de Guernesey, endommageant l’avion de façon irréversible et causant la mort de deux membres d’équipage (les sept passagers ont survécu) .
L'accident non mortel s'est produit le 19 janvier 1953. Bristol 170 Mark 21 immatriculé G-AICM opérant un vol cargo non régulier de Berlin - Ouest s'est écrasé près de l'aéroport de Tempelhof à la suite d'une panne de carburant due à un retour à Berlin lié au mauvais temps. Bien que l'accident ait endommagé l'avion au point de ne pas pouvoir être réparé, les deux pilotes ont survécu.

## Le retour de Silver City
Air Holdings, qui a conservé les droits sur le nom de Silver City à la suite de la fusion de Silver City et de Channel Air Bridge pour former British United Air Ferries dix ans plus tôt, ressuscite Silver City pour une courte période en 1973,.
Le deuxième retour de la compagnie aérienne est dû à un transporteur de bétail spécialisé entre Norwich et l'Allemagne. Cette opération utilise trois des cinq Vickers Vanguards appartenant à Air Holdings, qui ont été loués à Invicta International Airlines. Le non-paiement de cette location par la compagnie aérienne a conduit Air Holdings à reprendre possession de l'avion et à lancer sa propre entreprise de fret aérien.
L'absence de succès d'Air Holdings avec ses charters de bétail conduit à la décision de mettre l'avion en vente en octobre et à la fermeture de la compagnie aérienne le mois suivant, le nom Silver City étant supprimé à la fin de l'année.

## Silver City au cinéma
- La société est mentionnée dans James Bond Goldfinger de Ian Fleming, Goldfinger mentionne à Bond qu'il emmène sa voiture en Europe.
- La compagnie apparaît dans une comédie britannique en noir et blanc Un week-end avec Lulu[58].